# Аскіш
Аскі́ш (рос. Аскиш, башк. Асҡыш) — присілок у складі Караідельського району Башкортостану, Росія. Входить до складу Байкібашевської сільської ради.
Населення — 64 особи (2010; 75 у 2002).
Національний склад:
- марійці — 85 %

## Видатні уродженці
- Мініахметов Нурли Мініахметович — Герой Радянського Союзу.